# Larry Rosen
Larry Rosen (* 25. Mai 1940 in New York City, New York; † 9. Oktober 2015 in Park Ridge, New Jersey) war ein amerikanischer Jazz-Produzent und Medienunternehmer.

## Leben und Wirken
Larry Rosen begann seine Karriere als Musiker; zunächst spielte er Schlagzeug in der Newport Youth Band; während seines Studiums an der Manhattan School of Music traf er Dave Grusin, mit dem er zunächst den Sänger Andy Williams begleitete. 1972 produzierten Grusin und er den Sänger Jon Lucien für RCA. Nach weiteren Produktionen, unter anderem mit Earl Klugh, Patti Austin und Lee Ritenour und einem Joint Venture mit Arista Records gründeten sie 1982 ihr eigenes Label, GRP Records, für das Rosen als Tontechniker und Produzent tätig war. Er verantwortete mehr als 350 Alben, von denen 80 für einen Grammy nominiert wurden und 33 einen Grammy erhielten, ebenso weitere Auszeichnungen. Rosen war ein Pionier der digitalen Aufnahmetechnik (er nahm das erste digitale Album jenseits des Klassikgenres auf). Seine Produktionsfirma Jazz Roots produziert pädagogische Programme; auch war er der Moderator der gleichnamigen NPR-Radioshow. Seine Larry Rosen Productions haben mehrere HD-Fernsehserien wie Legends of Jazz für das amerikanische Fernsehen produziert, mit Persönlichkeiten wie Ramsey Lewis, Quincy Jones und Phil Ramone.
1996 war er Mitgründer von N2K, einer der ersten Firmen, die nicht nur die Webseiten für Musiker wie Leonard Bernstein, Miles Davis, David Bowie oder die Rolling Stones betreibt, sondern auch Musik über das Internet über Downloads vertrieb und die 1999 mit CD Now fusionierte.
Larry Rosen starb am 9. Oktober 2015 im Alter von 75 Jahren in Park Ridge, New Jersey an einem Hirntumor.

## Preise und Auszeichnungen
Rosen wurde von Ernst & Young im Bereich der Neuen Medien als „Unternehmer des Jahres“ ausgezeichnet. Die Zeitschrift Forbes würdigte ihn als „Internet-Ikone“ in einer Geschichte über die Herren des neuen Universums. Er wurde mit dem Govenor’s Award der National Association of Recording Arts and Sciences ausgezeichnet und in die A&R/Producers Honor Roll aufgenommen.